# Todd Akin
William Todd Akin (New York, 5 luglio 1947 – Wildwood, 3 ottobre 2021) è stato un politico statunitense, membro della Camera dei Rappresentanti per lo stato del Missouri dal 2001 al 2013.

## Biografia
Dopo gli studi, Akin divenne ingegnere e lavorò per la IBM. Dal 1989 al 2001 servì sei mandati alla Camera dei Rappresentanti del Missouri come membro del Partito Repubblicano.
Nel 2001 Akin si candidò alla Camera dei Rappresentanti nazionale in seguito al ritiro del deputato Jim Talent, che tentava l'elezione a governatore. Talent perse le sue elezioni, mentre Akin riuscì ad ottenere il seggio al Congresso che era appartenuto al primo.
Akin, che è un noto conservatore, venne rieletto cinque volte. Nel 2011 annunciò di non voler chiedere un settimo mandato nel 2012, candidandosi invece come avversario della senatrice democratica Claire McCaskill.
Nell'agosto del 2012 Akin finì al centro di una grossa polemica a seguito di una sua affermazione sui casi di violenza sessuale; questi infatti dichiarò che uno stupro reale porta raramente ad una gravidanza. Akin venne duramente attaccato dall'opinione pubblica, in particolar modo dalle associazioni femministe, e fu costretto a scusarsi per la sua affermazione, pur non ritirando la propria candidatura. A novembre comunque Akin, che all'inizio della campagna elettorale era dato per favorito, venne superato ampiamente dalla senatrice McCaskill e perse le elezioni.
È morto di cancro il 3 ottobre 2021.